# Alpes cottiennes (province romaine)

Les Alpes cottiennes dans l'Empire romain.

Les Alpes cottiennes (en latin classique : Alpes Cottiae ou Alpes Cottianae) étaient un État indépendant de l’Empire romain avant de devenir une province romaine (en latin classique : Alpium Cottiarum). Elles englobaient la Maurienne, la vallée de Suse  et le  Briançonnais. La capitale était la ville de Suse (en latin classique : Segusio).
Elles font partie des quatre provinces alpines, à cheval sur les crêtes et soumises en dernier, après les Alpes Cisaplines et les territoires des Voconces et des Allobroges.
Cette province est peuplée de groupes celto-ligures dont l'arc d'Auguste de Suse nomme les principaux peuples . 
Son nom provient du roi, Marcus Julius Cottius. Il est possible qu'avant ce roi, elles se nommaient Alpes Taurinae. Tite Live les nomme Alpes Juliennes (en latin classique : Iuliae Alpes) mais ce nom n'est utilisé qu'une  seule fois.  

## Histoire
Durant la conquête de la Narbonnaise par la République romaine (125-123 av. J.-C.), les premières armées romaines à franchir les Alpes passèrent probablement par le col de Montgenèvre avec l'accord des Taurins (en latin classique : Taurini), peuple gaulois allié de Rome.  En 77 av. J.-C., Pompée négocie le passage de ce même col pour aller combattre Setorius en Espagne. Par la suite, ce fut plus compliqué. En 58 ap. J.-C., pour son deuxième passage des Alpes, César décide cette fois d'éviter le col du Petit-Saint- Bernard et de franchir le col de Montgenèvre pour amener les cinq légions d'Aquilée en renfort. Il fit face à un coalition de peuples gaulois ; Ceutrons, Graiocèles et Caturiges tentèrent de lui barrer le passage. Puis, ayant créé de bonnes relations avec Donnus, le roi celto-ligure de cette région, César n'aura plus de problème pour traverser les Alpes. 

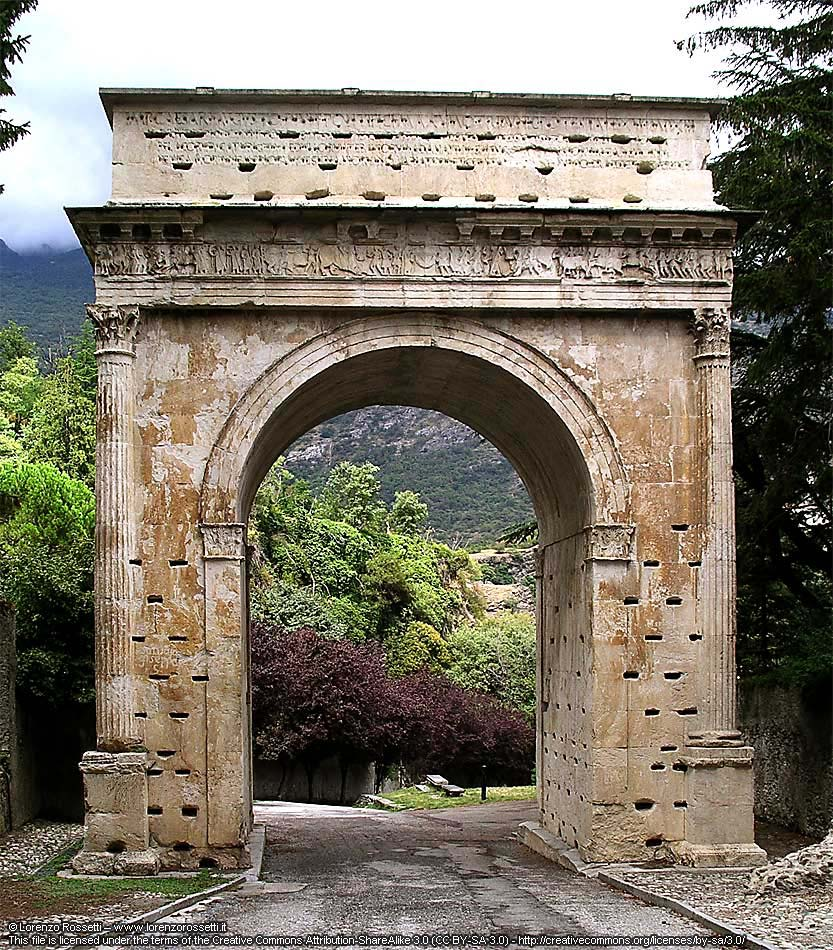
L'Arc d'Auguste de Suse.

Auguste entreprend la conquête des Alpes, zone de passage obligatoire pour atteindre la Germanie et la Bretagne toujours insoumises. La résistance exceptionnelle du roi Marcus Julius Cottius fils de Donnus, créa les conditions d'une alliance vers 31-25 av. J.-C.. La région garde pour un temps le statut de « Royaume de Cottius » (Regnum Cottii). Cependant, avant 9 av. J.-C., les Alpes cottiennes deviennent une province romaine avec Marcus Julius Cottius comme préfet (en latin classique : præfectus). La construction de l'arc d'Auguste de Suse, par le préfet Marcus Julius Cottius, de 14 à 8 av. J.-C., confirme ce changement de statut. Il définit les limites de la province en donnant la liste de ses cités (en latin classique : civitas):  
- la vallée de Suse: Segovii (Césane), Segusini (Suse), Belaci (Oulx), Jemerii (Pignerol ?[12]),
- la vallée de la Maurienne : Medulli
- la vallée de la Durance et alentours : Caturiges (Chorges), Tebavii (Ubaye), Adanates (Seyne), Savincates (Savines), Venisami (Guisane), Quariates (Queyras)
- Alpes du sud : Egidinii (Digne), Veamini (Tinée), Vesubiani (Vésubie)

Les Brigiani (Briançon) ne sont pas mentionnés sur l'arc d'Auguste de Suse. Cependant, ils font bien partie de cette province.
Sous le règne de Tibère (14-37 ap. J.-C.) ou Caligula (37-41 ap. J.-C.), Cottius II (Cottius le Jeune), fils de Marcus Julius Cottius, perdit une partie des territoires qu'il regagna avec Claude (41-54 ap. J.-C.). Ces territoires seraient les cités des Quariates (Queyras), Savincates (Savines), Brigiani (Briançon) et Capillati (Ubaye).  Fait exceptionnel dans l'empire romain, Cottius II, qui héritait du titre de préfet de son père, reçut le titre de roi (en latin classique : rex) de la part de Claude.     
À la mort de Cottius II en 63 ap. J.-C., l'empereur Néron (54-68 ap. J.-C.) transforme les Alpes cottiennes en province procuratorienne (en latin classique : provincia  Alpium Cottiarum) gérée par un procurateur choisi dans l’ordre équestre par l’empereur. Cette fonction rapportait 100 000 sesterces par an.   
La province perd les territoires du sud de la Durance, rattachés aux Alpes maritimes . Situé au carrefour des voies de communications,  Briançon devint municipe. Suse sera érigée en municipe au début du IIe siècle. Pour l'instant, ses habitants jouissent du droit pérégrin.  
À la fin du Haut-Empire, la province est divisée en cinq municipes : Segusio (Suse), Brigantio (Briançon), Eburodunum (Embrun) Caturigomagus (Chorges) et Rigomagus (Ubaye, Vésubie).  
Sous Septime Sévère (193-211 ap. J.-C.), le  « procurator » de la province obtient des droits étendus en devenant « praeses ».    
À partir de 260 ap. J.-C., les voies de communication placent cette province au centre des conflits de l'Empire : invasions barbares et guerres de succession.   
Suse et Embrum sont élevées au rang de cités (en latin classique : civitas) lors des remaniement opérés par Dioclétien (284-305 ap. J.-C.).  
En 312 ap. J.-C., la ville de Suse, fidèle à Maxence, tente sans succès de barrer la route aux légions de Constantin arrivant de Germanie par le col de Montgenèvre.     
Les Alpes cottiennes survivront aux raids barbares jusqu'en 455 ap. J.-C., voire plus tard. À partir de 493 ap. J.-C., la province subit l'invasion de Théodoric le Grand, roi des Ostrogoths. Après une occupation des Francs, l'empereur d'Orient Justinien Ier restaure l'autorité de Rome de 562 à 574 ap. J.-C. Justin II  cède à  Gontran, roi des Francs, la vallée de Suse, ce qui met fin à l'existence de cette province. Gontran  en profite pour fonder l'évêché de Maurienne, se séparant de l'autorité religieuse de Turin.

## Géographie

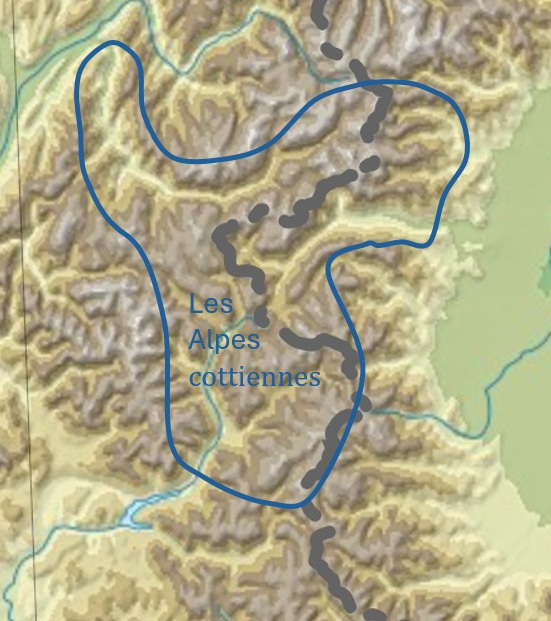
Contour de la province procuratorienne après 63 ap. J.-C.

Au Haut-Empire, les quatre provinces romaines des Alpes correspondent aux voies d'accès à la Gaule:
- Alpes Penines pour l'Alpis Pœnina par le col du Grand-Saint-Bernard,
- Alpes Grées pour l'Alpis Graia par le col du Petit-Saint-Bernard,
- Alpes Cottiennes pour la Voie Domitienne par le col de Montgenèvre,
- Alpes Maritimes pour la Via Julia Augusta.

La province des Cottiennes englobait 3 grandes vallées à cheval sur la ligne de démarcation des eaux. Les vallées de l'Arc et de la Durance à l'ouest sont connectées à la vallée de la Doire Ripaire à l'est, par les cols de Mont-Cenis et de Montgenèvre respectivement.

### Les agglomérations
Les oppida des Alpes occidentales, de taille moyenne avec des remparts simples, ne constituent pas de véritable oppidum celtique comme on en trouve en Gaule centrale. Ainsi, les municipes romaines ne sont pas construites sur un oppidum. Alors que l'oppidum se situe en hauteur, lorsqu'une ville romaine s'implante dans le même secteur, elle est construite dans une zone plate, en plaine ou fond de vallée.
En effet, les cités romaines des vallées alpines sont souvent construites dans les cônes de déjection de fleuves et rivières, les exposant aux caprices de celles-ci. La répétition de crues abondantes jusqu'au milieu du IIe siècle apr. J.C. détruisirent les bâtiments publics (temples, thermes...).
Bien que l'on compte un grand nombre de sites thermaux dans les Alpes occidentales, les constructions forment plutôt un agrégat d'édifices balnéaires dédiés à l'exploitation des eaux minérales qu'une ville romaine, même de taille modeste (uicus). Les villes principales sont généralement situées le long des voies romaines traversant les Alpes.

### Les voies romaines
La Voie Domitienne relie l'Italie à l'Espagne en traversant la province de la Gaule narbonnaise. La construction de la section Turin-Arles débute dès le premier passage de troupes romaines vers 122 av. J.-C. Elle porte le nom de son commanditaire, le proconsul Cnaeus Domitius Ahenobarbus. Son avantage est de passer par un col de faible altitude : le col de Montgenèvre  (Mons Matrona). Au niveau de Briançon, une bifurcation permet de rejoindre Grenoble par le col du Lautaret.
Les stations alpines de cette voie sont: Ad Octavum (Alpignano), Ocelum (Avigliana), Ad Duodecimum (San Didero), Segusio (Suse), Excingomagus (Exilles), Ad Martis (Oulx), Goesao (Cesana), In Alpe Cottia (col de Montgenèvre), Brigantio (Briançon).
Le poste douanier prélevant le quarantième des Gaules (en latin classique : quadragesima galliarum ), un droit de passage (portorium) de 2.5% de la valeur des marchandises entrant en Gaule, était situé à côté de Ocelum (Avigliana). Il dépendait directement du bureau des Gaules de Lyon.
Le bureau fiscal de la province (en latin classique : tabularium) ainsi qu'une cohorte prétorienne étaient stationnés à Suse. Cette cohorte était une milice provinciale faite de soldats recrutés localement, plus aguerri au combat en montagne. Elle veille à l'ordre public et réprime les rebellions.

### Les voies secondaires
L'existence de voies secondaires passant par les cols alpins permettaient les échanges directs entre les hautes vallées.  

### Les agglomérations

#### Segusio (Suze)
Capitale du royaume de Cottius, elle devint naturellement la capitale de la province romaine. Son monument emblématique, l'arc d'Auguste donne la liste des peuples composant les Alpes cottiennes. Son developement s'accelère sous l'empereur Auguste, de part sa position stratégique au carrefour des routes du col du Mont-Cenis et du col de Montgenèvre et vers Turin. Résidence du gouverneur (præfectus puis praeses), elle est dotée d'un amphithéâtre, un forum, de thermes public et de temples. Au Bas-Empire, un enceinte permit de la protéger contre les invasions barbares.   

#### Brigantium (Briançon)
Elle correspond à Suze sur le versant occidental de la Voie Domitienne. Située au carrefour des voies allant vers Grenoble ou vers la Provence, elle devint une municipe comme Suze. Une enceinte la protège contres les barbares au Bas-Empire.  

#### Eburodunum (Embrun)
Cette bourgade obtient également le statut de municipe. Située à la frontière sud de la province, elle passe dans la province des Alpes maritimes sous Dioclétien pour en devenir la capitale à la place de Cimiez (Cemelenum).

## Activité économique

### Resources naturelles
Les arbres alpins font l'objet d'un exploitation intense pour la construction et la combustion. Parmis les plus utilisés, le sapin (abies), le mélèze (larix), le pin du Mont Viso (pinus). L'exploitation intense des forêts réduit considérablement leur étendue.
Le gibier abondant favorise la chasse : chamois (rupicapra), chevreuil (capra), marmotte(mus bipes), bouquetin(ibex), sanglier (aper)…
Près de Briançon et en Maurienne se trouvaient un ensemble de petites exploitation minières (cuivre, argent, plomb). 

### L'agriculture et l'élevage
L'organisation des exploitations agricoles en montagne n'est pas connue. Les céréales constituent la culture principale: blé et seigle.
Pline l'Ancien parle d'une vache petite et bonne laitière, proche de la race actuelle Tarine, laquelle produit un fromage réputé à Rome, le vatusique. Il mentionne aussi l'élevage d'animaux de trait pour le labour et les transports.   

## Religion
La tolérance religieuse de Rome explique le mélange de divinités celtiques, gallo-romaines et orientales.
Tout d'abord, les cultes naturistes devaient être présent : culte des eaux, des arbres, des pierres… Le Mont Thabor était une montagne sacrée. 
Parmis les divinités celtiques, notons Alborix dans la région d'Oulx, Belenus dans la vallée de Suse, Caturix au pays des Caturiges.
Un nombre important de vestiges confirme le culte des Matrones (matronae), des déesses collectives propres à la Gaule. Le col de Montgenèvre se nommait Mons Matrona en leur honneur. 
Les dieux romains sont souvent substitués aux dieux locaux. Par exemple, Apollon pour Alborix.
Plusieurs dédicaces à Suse montrent que le culte impérial fut pratiqué dans cette province, mélange d'honneurs publiques et de puissance divine.